# Aulonocnemis olsoufieffi
Aulonocnemis olsoufieffi är en skalbaggsart som beskrevs av Antoine Boucomont 1937. Aulonocnemis olsoufieffi ingår i släktet Aulonocnemis och familjen Aulonocnemidae. Inga underarter finns listade.